# Hildegardia sundaica
Hildegardia sundaica är en malvaväxtart som beskrevs av André Joseph Guillaume Henri Kostermans. Hildegardia sundaica ingår i släktet Hildegardia och familjen malvaväxter. Inga underarter finns listade i Catalogue of Life.